# Basename
basename è un comando dei sistemi operativi Unix e Unix-like, e più in generale dei sistemi POSIX. Ricevuto un percorso, basename  elimina tutto ciò che precede l'ultimo slash, estraendo così il nome del file, e lo stampa sullo standard output. È il duale di dirname.

## Sintassi
La specifica di Single UNIX Specification per basename è:
```
basename stringa [suffisso]
```

stringaUn percorso
suffissoSe specificato, basename eliminerà anche il suffisso

## Esempi
basename recupera l'ultimo nome da un percorso ignorando gli slash finali:
```
$ basename /home/jsmith/base.wiki
base.wiki

$ basename /home/jsmith/
jsmith

$ basename /
/
```

basename si può usare anche per rimuovere la parte finale di un nome di file, ma non il suo intero nome: 
```
$ basename /home/jsmith/base.wiki .wiki
base

$ basename /home/jsmith/base.wiki ki
base.wi

$ basename /home/jsmith/base.wiki base.wiki
base.wiki
```